# Dyjákovičky
Dyjákovičky är en ort i Tjeckien.   Den ligger i regionen Södra Mähren, i den sydöstra delen av landet, 190 km sydost om huvudstaden Prag. Dyjákovičky ligger 215 meter över havet och antalet invånare är 427.
Terrängen runt Dyjákovičky är platt. Runt Dyjákovičky är det ganska glesbefolkat, med 48 invånare per kvadratkilometer. Närmaste större samhälle är Znojmo, 8,8 km norr om Dyjákovičky. Trakten runt Dyjákovičky består till största delen av jordbruksmark.